# Lysiopetalum alternans
Lysiopetalum alternans är en mångfotingart som beskrevs av Karl Wilhelm Verhoeff 1893. Lysiopetalum alternans ingår i släktet Lysiopetalum och familjen Callipodidae. Inga underarter finns listade i Catalogue of Life.